# Friedhelm Eicker (Pädagoge)

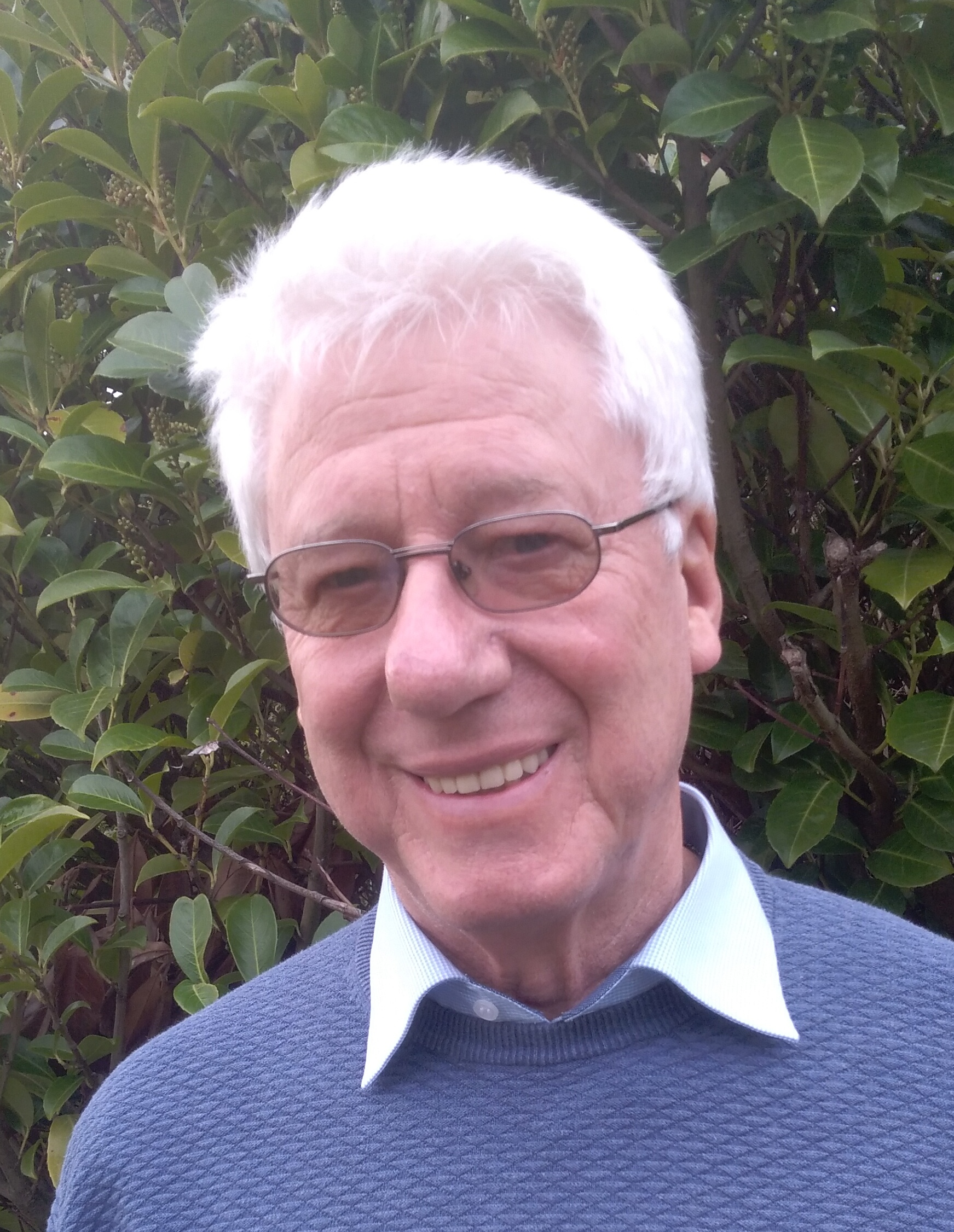
Friedhelm Eicker (2019)

Friedhelm Eicker (* 18. Juli 1947 in Gadderbaum) ist ein deutscher Berufspädagoge und Berufswissenschaftler.

## Leben
Friedhelm Eicker ist der Sohn von Karl Alexander Eicker und dessen Ehefrau Elisabeth, geb. Tosberg. Zunächst absolvierte er eine Ausbildung zum Elektriker. Sein Studium an der Fachhochschule Bielefeld schloss er 1971 als Diplom-Ingenieur ab und arbeitete als Elektroingenieur im Werkzeugmaschinenbau. Es folgten ein Studium zum Berufsschullehrer an der Universität Bremen, ein Referendariat an den Gewerblichen Lehranstalten in Bremerhaven bzw. am Wissenschaftlichen Institut für Schulpraxis in Bremen und einige Jahre als Berufsschullehrer in Bremen und Bremerhaven. 1982 wurde er an der Universität Bremen zum Dr. phil. promoviert. Zudem wurde er 2023 an der Universität Siegen zum Dr. paed. promoviert.
Eicker wirkte als Oberstudiendirektor und Leiter der Berufsschule für Elektrotechnik und parallel dazu als Schulrat beim Senator für Bildung in Bremen. Anschließend lehrte er als ordentlicher Professor für Didaktik der Technik – berufliche Aus- und Weiterbildung an der Universität Rostock. Er arbeitete in zahlreichen Projekten zur Weiterentwicklung der Berufsschule und ihres Lehrens und Lernens im In- und Ausland.

## Schwerpunkte
Eicker arbeitet seit den 1970er Jahren in der Lehre und Forschung & Entwicklung in allen Bereichen der Berufsbildung. Als Schulleiter entwickelte er zusammen mit seinen Mitarbeitern in den 1990er Jahren die Berufsschule für Elektrotechnik Bremen in ersten Schritten zum Technischen Bildungszentrum in Bremen-Mitte weiter. Als Professor für Didaktik der Technik – berufliche Aus- und Weiterbildung wurde gemeinsam mit den Mitarbeitern seit dem Jahr 1996 an der Universität Rostock der Arbeitsbereich Technische Bildung aufgebaut. Besonderes Anliegen war die Aus-, Fort- und Weiterbildung von Berufspädagogen (Berufsschullehrern und Ausbildern) und die Initiierung und Begleitung von innovativen Berufsbildungs- und Unterrichtsprojekten. Dies spiegelt sich in zahlreichen Projekten und Schriften wider. Die Arbeiten wurden durch die Mitgründung und den langjährigen Vorsitz in der Bundesarbeitsgemeinschaft für Berufsbildung in der beruflichen Fachrichtung Elektrotechnik (BAG) unterstützt.
Seit seiner Emeritierung im Jahr 2012 war Eicker mit seinem Team vor allem in Forschungs- und Entwicklungsprojekten in Korea, China, Mosambik, Äthiopien und Südafrika sowie im Auftrag des Senior Expert Service (SES) in Lehrprojekten in Indonesien, Kambodscha und Indien tätig. Eicker arbeitet seit 2019 nicht mehr in seinem Team, unterstützt aber nach Möglichkeiten alle Kollegen in ihren Bemühungen um die Gestaltung und die Weiterentwicklung der beruflichen Aus-, Fort- und Weiterbildung.

## Veröffentlichungen (Auswahl)
- Experimentierendes Lernen. Ein Beitrag zur Theorie beruflicher Bildung und des Elektrotechnikunterrichts. Didaktischer Dienst, Bad Salzdetfurth 1983, ISBN 3-88120-078-9.
- als Hrsg.: Perspektive Berufspädagoge!? Neue Wege in der Aus- und Weiterbildung von betrieblichem und berufsschulischem Ausbildungspersonal. Bertelsmann, Bielefeld 2008, ISBN 978-3-7639-3408-9.
- als Hrsg.: Innovation durch universitäre berufliche Bildung. Zum gestaltungs- und kompetenzorientierten Lehren in der Gebäudeautomation. Donat, Bremen 2009, ISBN 978-3-938275-57-3.
- Weiterentwicklung der technischen Berufsschule und ihrer Lehrenden. Plädoyer für ein gestaltungsorientiertes Lehren und Lernen auf dem Weg zu einem Zentrum für Aus-/Fort-/Weiterbildung mit besonderen Diensten in einem regionalen Bildungs- und Innovationsnetz. Zugl. Dissertation, Siegen 2023, doi:10.25819/ubsi/10431.